# Langues hourro-urartéennes
Les langues hourro-urartéennes sont une famille linguistique éteinte comprenant seulement deux langues connues, parlées au Proche-Orient ancien : l'urartéen et le hourrite.

## Classification
Les langues hourro-urartéennes n'étaient liées ni aux langues sémitiques, ni aux langues indo-européennes de la région. C'est un isolat.
La langue kassite, partiellement découverte et attestée, est peut-être liée à cette famille linguistique.
Plusieurs hypothèses ont essayés d'attacher ces langues à d'autres familles linguistiques comme les langues ibéro-caucasienne ainsi que le proto indo-européen mais ces hypothèses ne sont pas communément acceptées par la communauté scientifique.

## Usage
Le hourrite était la langue des Hourrites et a été parlé dans le nord de la Mésopotamie et de la Syrie et au sud-est de l'Anatolie dans le dernier quart du IIIe millénaire av. J.-C., et son extinction date de la fin du IIe millénaire av. J.-C..
L'urartéen est le nom de la langue parlée par les habitants de l'ancien royaume d'Urartu qui a été localisé dans la région du lac de Van, avec sa capitale, Tushpa, à proximité du site de la ville moderne de Van, dans le haut-plateau arménien, en Anatolie, actuellement à l'Est de la Turquie. Il a probablement été parlé par la majorité de la population autour du lac de Van et dans les zones le long de la partie supérieure de la vallée du Zab.